# Västerås SK
Västerås SK, VSK,  är en sportklubb från Västerås i Västmanland, bildad 29 januari 1904 av en grupp ungdomar ledda av Krispin Svärd. Västerås SK har tidigare haft ett stort antal sektioner på sin repertoar, den mest kända är bandy, tätt följd av fotboll. 1989, fanns bara fyra sporter kvar bandy, bowling, fotboll och orientering. De fyra kvarvarande sektionerna ombildades 1989 till specialklubbar, alla underlydande "Västerås Sportklubb Idrottsallians".

## Ishockey
Ishockeysektionen inom VSK startade 1924. VSK var den första klubb utanför storstäderna som tog upp ishockeyn på programmet och har tre säsonger i högsta serien och två SM-silver. Dessa erövrades i finalerna 1925 mot Södertälje SK (förlust 2–3) och 1926 mot Djurgårdens IF (förlust 1–7). 
Konflikter med bandyn bidrog till att ishockeyverksamheten lades ner under elva år 1928–1937. Sektionen blev egen klubb 1976 och man bytte namn till Västerås HC. 2005 fick man namnet, VIK Västerås Hockey Klubb Ungdom i ett nära samarbete med VIK Västerås Hockey Klubb.
Säsonger i högre divisioner
Nedan en tabell över VSK:s resultat säsong för säsong.
| Säsong                                         | Division                 | Placering | Vårserie | Playoff/Kval                                                                    |
| ---------------------------------------------- | ------------------------ | --------- | -------- | ------------------------------------------------------------------------------- |
| 1925                                           |                          |           |          | SM: Förlorar finalen mot Södertälje SK, SM-silver                               |
| 1926                                           |                          |           |          | SM: Förlorar finalen mot Djurgården, SM-silver                                  |
| 1927                                           |                          |           |          | SM: Utslagna i första kvalomgången av Karlberg                                  |
| 1928–1937 var ishockeyverksamheten nerlagd.    |                          |           |          |                                                                                 |
| 1937/1938                                      | Västmanlandsserien       | 1         |          |                                                                                 |
| 1938/1939                                      | Västmanlandsserien div 1 | 3         |          |                                                                                 |
| 1939/1940                                      | Västmanlandsserien div 1 | 1         |          | SM: Utslagna i kvalomgången av Verdandi                                         |
| 1940/1941                                      | Västmanlandsserien       | 3         |          | SM: Utslagna i kvartsfinalen av Södertälje SK                                   |
| 1941/1942                                      | Division II Centrala     | 4         |          |                                                                                 |
| 1942/1943                                      | Division II Centrala     | 4         |          |                                                                                 |
| 1943/1944                                      | Division II Centrala     | 2         |          | SM: Utslagna i andra kvalomgången av Nacka                                      |
| 1944/1945                                      | Division II Västmanland  | 1         |          | 1:a i kvalserien, uppflyttade SM: Utslagna i första omgången av Hammarby        |
| 1945/1946                                      | Division I Södra         | 5         |          | nerflyttade SM: Utslagna i andra kvalomgången av AIK                            |
| 1946/1947                                      | Division II Västmanland  | 1         |          | Kval: Besegrar Djurgården, uppflyttade SM: Utslagna i andra omgången av IK Göta |
| 1947/1948                                      | Division I Norra         | 5         |          | nerflyttade SM: Utslagna i första omgången av Surahammar                        |
| 1948/1949                                      | Division II Västra A     | 1         |          | Kval: Besegrar Skived, uppflyttade                                              |
| 1949/1950                                      | Division I Södra         | 5         |          | nerflyttade SM: Walkover i andra omgången mot Södertälje SK                     |
| 1950/1951                                      | Division II Västra A     | 5         |          | nerflyttade                                                                     |
| 1951–1952 spelade man i Division III.          |                          |           |          |                                                                                 |
| 1953/1954                                      | Division II Västra A     | 2         |          |                                                                                 |
| 1954/1955                                      | Division II Västra A     | 4         |          |                                                                                 |
| 1955/1956                                      | Division II Västra A     | 5         |          | nerflyttade                                                                     |
| 1956–62 spelade man i Division III.            |                          |           |          |                                                                                 |
| 1962/1963                                      | Division II Västra A     | 9         |          |                                                                                 |
| 1963/1964                                      | Division II Västra A     | 10        |          | nerflyttade                                                                     |
| 1964–67 spelade man i Division III.            |                          |           |          |                                                                                 |
| 1967/1968                                      | Division II Västra A     | 11        |          | nerflyttade                                                                     |
| 1969 bildar VSK:s ishockeysektion Västerås HC. |                          |           |          |                                                                                 |